# رومان جي إسرائيل
رومان جي إسرائيل (بالإنجليزية: Roman J. Israel, Esq.)‏ هو فيلم دراما قانوني أمريكي تم إنتاجه في سنة 2017 وهو من إخراج دان جيلروي وبطولة دينزل واشنطن وكولين فاريل وكارمين إجوجو. تم عرض الفيلم لأول مرة في مهرجان تورونتو السينمائي الدولي في سنة 2017، وقد تم توزيع الفيلم من قبل شركة كولومبيا بيكتشرز. ترشح الفيلم لنيل جائزة أوسكار وغولدن غلوب لأفضل ممثل لدينزل واشنطن.

## القصة
قصة الفيلم تتكلم عن محامي من لوس أنجلوس يتقاضى 500 دولار في الأسبوع، ويحاول محامي الدفاع أن يتولي المسئولية، بعد تعرض شريكه في العمل لأزمة قلبية، فيضطر تحت وطأة ضغط البحث عن عمل جديد أن يعمل مع جورج صديق شريكه، ويستغل إحدى القضايا التي يعمل بها لصالحه مما يضعه في مشكلة كبرى.

## البطولة
- دينزل واشنطن بدور رومان إسرائيل
- كولين فاريل بدور جورج بيرس
- كارمين إجوجو بدور مايا ألستون
- شلي هينينج بدور أوليفيا ريد
- ليندا غرافات بدور فيرنيتا ويلس
- أماندا وورين بدور لين جاكسون
- هوغو أرمسترونغ بدور فريتز مولينار
- سام جيلروي بدور كونور نوفيك
- توني بلانا بدور جيسي ساليناس
- ديرون هارتون بدور ديريل إيليربي
- أماري تشيتوم بدور كارتر جونسون

## التقييم
لم تصل أرباح الفيلم إلى المبلغ ألذي صرف لأجل إنتاجه. في موقع الطماطم الفاسدة حصل الفيلم على تقييم 51% من بين 154 مراجعة، وقد تم مدح أداء دينزل واشنطن فيه. في موقع ميتاكريتيك حصل الفيلم على تقييم 58 من 100.

## وصلات خارجية
- رومان جي إسرائيل على موقع IMDb (الإنجليزية)
- رومان جي إسرائيل على موقع ميتاكريتيك (الإنجليزية)
- رومان جي إسرائيل على موقع روتن توميتوز (الإنجليزية)
- رومان جي إسرائيل على موقع نتفليكس (الإنجليزية)
- رومان جي إسرائيل على موقع ألو سيني (الفرنسية)
- رومان جي إسرائيل على موقع أول موفي (الإنجليزية)
- رومان جي إسرائيل على موقع بوكس أوفيس موجو (الإنجليزية)
- رومان جي إسرائيل على موقع فيلمافينيتي (الإسبانية)
- رومان جي إسرائيل على موقع قاعدة بيانات الفيلم (الإنجليزية)
- رومان جي إسرائيل على موقع ليتربوكسد (الإنجليزية)

- رومان جي إسرائيل على قاعدة بيانات الأفلام على الإنترنت